# Мюррей, Джейми
Дже́йми Мю́ррей (англ. Jaime Murray; род. 21 июля 1976, Лондон) — английская актриса и модель.

## Биография
Джейми Мюррей — дочь английского актёра Билли Мюррея (не следует путать с Биллом Мюрреем), родилась в Эссексе, Англия. Незадолго до её шестнадцатилетия у Мюррей была диагностирована дислексия. Она изучала философию и психологию в Лондонской школе экономики и политических наук, но бросила учёбу, чтобы поступить в Драматический центр в Лондоне, который окончила в 2000 году.
Ещё в ранние годы поняла, что хочет стать актрисой. Окончив школу и отучившись в университете, всерьез занялась своей карьерой и за короткий промежуток времени успела добиться поставленной цели.

## Модельная карьера
Мюррей снимается в рекламе Debenhams. У неё контракт с модельным агентством Models 1 в Лондоне. Она появлялась в мужских журналах GQ, Mayfair и FHM, а также в женских Hello!, Cosmopolitan и OK!.

## Личная жизнь
26 мая 2014 года Джейми вышла замуж за кинопродюсера Берни Кахилла, с которым она встречалась 4 года до свадьбы.

## Фильмография
| Год       |   | Русское название                            | Оригинальное название        | Роль                         |
| --------- | - | ------------------------------------------- | ---------------------------- | ---------------------------- |
| 2001      | с | Чисто английское убийство                   | The Bill                     | Таня Мэттьюс                 |
| 2002      | ф | Катастрофа                                  | Casualty                     | Соня Гузман                  |
| 2003      | с | Кин Эдди                                    | Keen Eddie                   | Кики                         |
| 2004—2012 | с | Виртуозы                                    | Hustle                       | Стейси Монро                 |
| 2005      | ф | Животное                                    | Animal                       | продавщица                   |
| 2005      | ф | Укрощение строптивой                        | The Taming of the Shrew      | Бьянка Минола                |
| 2005      | с | Пуаро Агаты Кристи: Тайна «Голубого поезда» | Agatha Christie’s Poirot     | Рут Кеттеринг                |
| 2007      | с | Декстер                                     | Dexter                       | Лайла Уэст                   |
| 2006      | ф | Тринадцатый этаж                            | Botched                      | Анна                         |
| 2007      | ф | Демоны                                      | Demons                       | Ребекка                      |
| 2007      | с | Смерти Иэна Стоуна                          | The Deaths of Ian Stone      | Медея                        |
| 2009      | с | Менталист                                   | The Mentalist                | Надя Собелл                  |
| 2010      | с | Дьявольские игры                            | Devil’s Playground           | Лавиния                      |
| 2010—2014 | с | Хранилище 13                                | Warehouse 13                 | Хелена Уэллс                 |
| 2011      | с | Спартак: Боги арены                         | Spartacus: Gods of the Arena | Гайя                         |
| 2011—2012 | с | Двойник                                     | Ringer                       | Оливия Чарльз                |
| 2012      | с | Искатель                                    | The Finder                   | Aмадея Денарис               |
| 2013—2015 | с | Вызов                                       | Defiance                     | Стама Тарр                   |
| 2013      | в | Ночь страха 2: Свежая кровь                 | Fright Night 2 New Blood     | Джерри Дандридж              |
| 2015      | с | Сонная Лощина                               | Sleepy Hollow                | Кармилла Пайнс               |
| 2015      | ф | Восторг                                     | The Rapture                  | Фиона                        |
| 2016—2017 | с | Однажды в сказке                            | Once Upon a Time             | Чёрная фея / Фиона           |
| 2018      | с | Древние                                     | The Originals                | Антуанетта                   |
| 2018      | ф | Няня                                        | The Nanny                    | Леонор                       |
| 2019      | с | Готэм                                       | Gotham                       | Тереза Уокер / Нисса Аль Гул |